# Langturschauffør
Langturschauffør er en dansk film fra 1981.
- Manuskript og instruktion Peter Ringgaard.

Blandt de medvirkende kan nævnes:
- Otto Brandenburg
- Kirsten Olesen
- Jens Okking
- Ejner Federspiel*
- Jørn Faurschou
- Beatrice Palner
- Claus Strandberg
- Solbjørg Højfeldt
- Peter Schrøder
- Lea Risum Brøgger
- Alf Lassen
- Preben Harris

*Filmen blev Ejner Federspiels sidste film.